# Глейд-Спринг
Глейд-Спринг (англ. Glade Spring) — город в округе Вашингтон  в штате Виргиния Соединённых Штатов Америки. По данным переписи 2020 года, численность населения составляла 1367 человек.

## Население
| 2000 | 2010  | 2020  |
| ---- | ----- | ----- |
| 1374 | ↗1456 | ↘1367 |